# Attheyella (Attheyella) orientalis
Attheyella (Attheyella) orientalis is een eenoogkreeftjessoort uit de familie van de Canthocamptidae. De wetenschappelijke naam van de soort is voor het eerst geldig gepubliceerd in 1929 door Chappuis.